# أسينو (وحدة)
الأسينو (باللاتينية: Acino) ورمزها (Aß) كانت وحدة وزن تستعمل لقياس الذهب والفضة، وكانت تستعمل في مملكة الصقليتين.

## القيمة
- 1 أسينو = 1/7200 رطل (نابولي) = 0,0445 غرام[1]
- 600 أسينو = 1 أونصة (نابولي)